# Basilica di Sant'Andrea della Valle
La basilica Sant'Andrea della Valle è un luogo di culto cattolico del centro storico di Roma, ubicato in piazza Vidoni, nel rione Sant'Eustachio. Rientra nel territorio della parrocchia dei Santi Biagio e Carlo ai Catinari ed è retta dai chierici regolari teatini. Ha la dignità di basilica minore e su di essa insiste il titolo cardinalizio omonimo.

## Storia
La basilica fu progettata e costruita da Giacomo Della Porta, Francesco Grimaldi, e Carlo Maderno tra il 1590 e il 1650, sul luogo dove precedentemente sorgeva una piccola chiesa dedicata a San Sebastiano de Via Papa, indicata come prima sepoltura del martire, e il palazzo dei Piccolomini duchi di Amalfi e conti di Celano, la cui città di origine dette nome alla piazza antistante, che durante il secolo XVI prese il nome di piazza di Siena. I lavori furono finanziati dal cardinale Alessandro Peretti di Montalto, nipote di papa Sisto V. Il vicino palazzo Della Valle diede il nome alla chiesa.
Nel 1608 Maderno fu incaricato di completare l'edificio, ampliando il transetto ed innalzando la cupola. Invece la facciata barocca fu aggiunta tra il 1655 e il 1663 da Carlo Rainaldi.
All'inizio del XIX secolo papa Pio VII vi celebrò i funerali di Enrico Benedetto Stuart, quarto e ultimo pretendente giacobita al trono britannico; il cardinale Pietro Francesco Galleffi cantò la messa.
Il 28 aprile 1918 venne ordinato sacerdote in questa basilica il francescano conventuale Massimiliano Maria Kolbe, futuro martire e santo.
Papa Giovanni XXIII il 12 marzo 1960 con la costituzione apostolica Quandoquidem istituì il titolo cardinalizio di Sant'Andrea della Valle, mentre nel dicembre del 1965 papa Paolo VI elevò la chiesa alla dignità di basilica minore.

## Descrizione

### Esterno

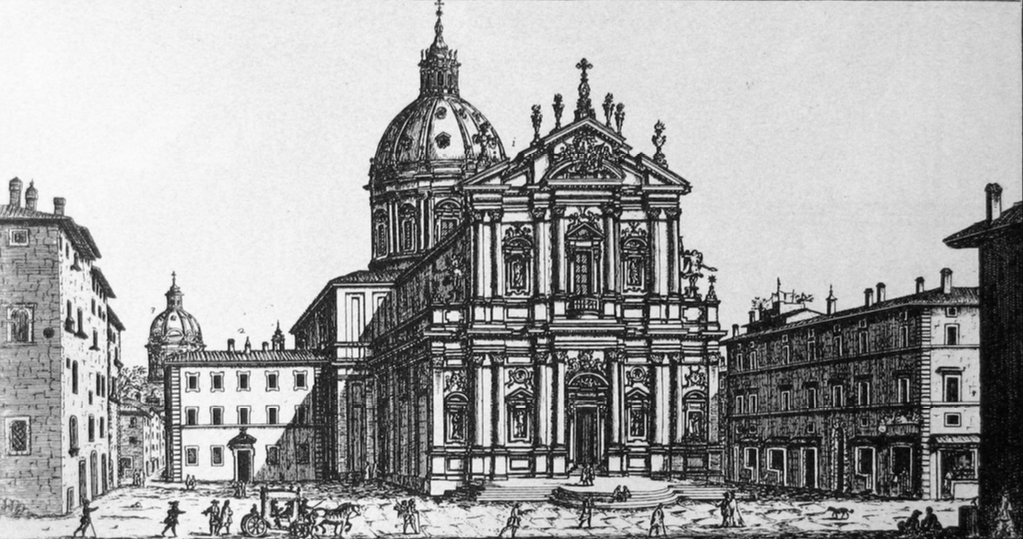
Veduta esterna della chiesa in un'incisione di Giovanni Battista Falda del 1655.

La facciata, di gusto tardo-barocco, fu realizzata dal 1655 al 1665 da Carlo Rainaldi che ampliò il progetto originario di Carlo Maderno. In travertino, alta, sontuosa, presenta due ordini di colonne appaiate e lesene corinzie. I lavori furono finanziati dal cardinale Francesco Peretti di Montalto, nipote di Alessandro, l'originale finanziatore dell'opera.
Al centro un finestrone sovrasta il portale, mentre ai lati si hanno nicchie con statue e finte finestre. Le statue nelle nicchie sono di Domenico Guidi (San Gaetano e San Sebastiano) e di Ercole Ferrata (Sant'Andrea apostolo e Sant'Andrea Avellino).
La facciata è caratterizzata da marcati chiaroscuri, dovuti alla abbondante presenza di colonne e cornicioni con forte aggetto.
La tradizionale voluta di raccordo è assente nella parte destra, mentre nella parte sinistra è sostituita da un caratteristico angelo con l'ala alzata, di Ercole Ferrata. Dello stesso scultore è l'angelo con la croce che adorna il ponte Sant'Angelo. Le due statue muliebri sopra la porta sono di Jacopo Antonio Fancelli.

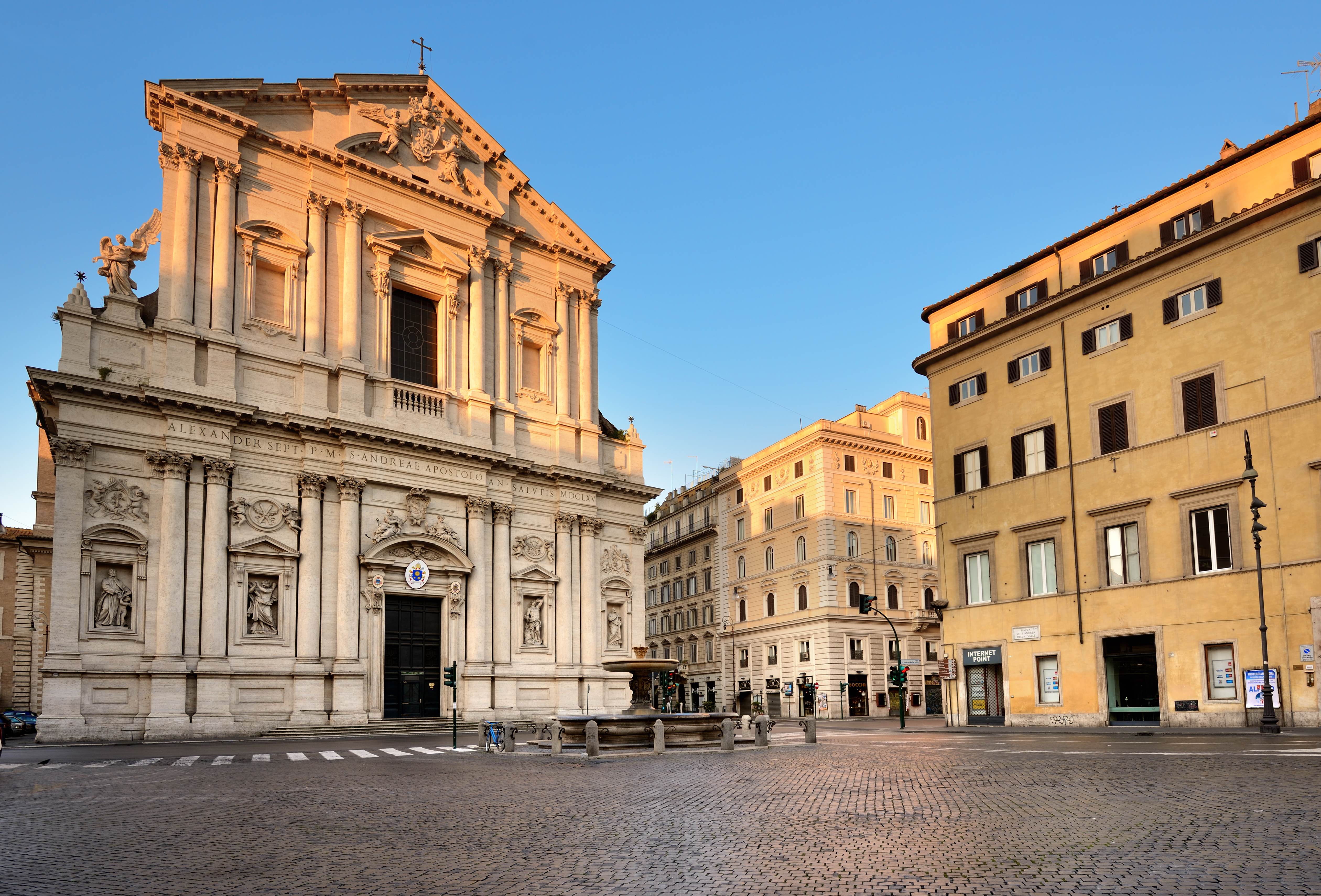
Facciata della Basilica di Sant'Andrea della Valle

La facciata però, secondo quanto scrive Cesare Brandi nel suo libro Teoria del restauro, ha subito «figurativamente» un danno, perché da quando è stata allargata la strada il «fuoco fisso» dell'osservatore è stato spostato. Vi si presume una distanza fissa limitata, un punto di stazione dell'osservatore, al di là della quale l'effetto previsto della facciata della basilica non si produce più, perché si ha una visione delle colonne «schiacciata», e non si ha più lo stesso effetto delle colonne incassate, aggettanti, com'era prima dei lavori stradali. Si perde così tutta la bellezza plastica dell'intero complesso architettonico. Per cui nella facciata di Sant'Andrea della Valle il «fuoco fisso» era ottenuto e salvaguardato dalla larghezza della strada, che era inferiore rispetto ad oggi.
La piazza antistante la chiesa e che da questa prende nome è ornata da una fontana che proviene dalla scomparsa piazza Scossacavalli, piazza distrutta per i lavori di demolizione della spina di Borgo e la conseguente creazione di via della Conciliazione. L'autore è Carlo Maderno (1614).
Sul lato destro della basilica, fra la seconda e la terza cappella laterale di destra si trova il campanile a vela, in mattoni. Esso è privo di elementi decorativi ed ospita un concerto di quattro campane corrispondenti alle note Fa3, Sib3, Do4 e Re4, fuse in varie epoche.ciascuna campana è alloggiata all'interno di un arco a tutto sesto.

### Interno

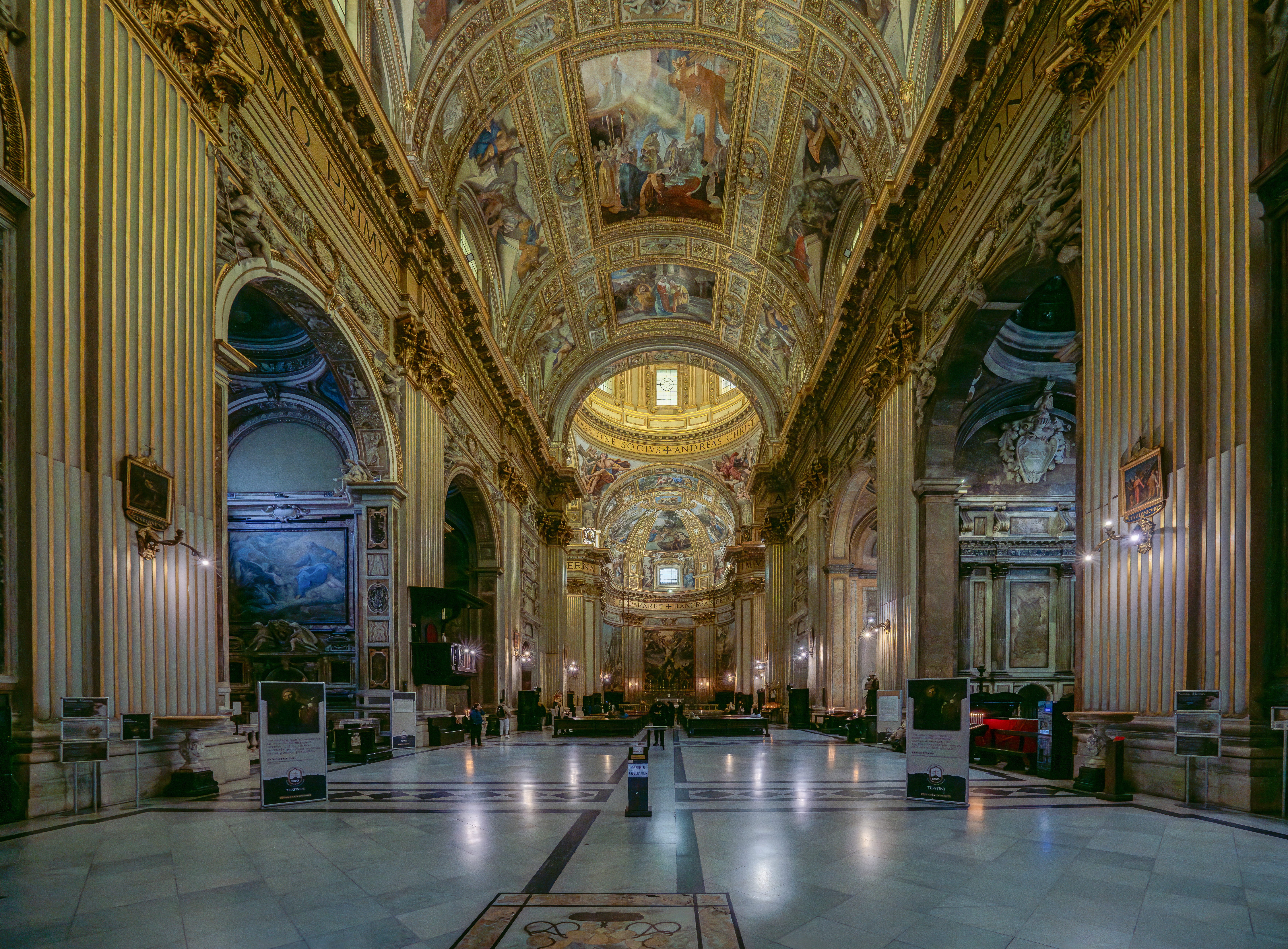
Interno della Basilica di Sant'Andrea della Valle

La pianta della chiesa è a croce latina con una vasta navata e un transetto poco pronunciato, fiancheggiata da otto cappelle laterali; la volta è a botte, affrescata. Lo schema planimetrico è riconducibile al modello della non distante chiesa del Gesù, sebbene con alcune differenze: in particolare, le cappelle laterali di Sant'Andrea della Valle sono meno profonde e sensibilmente più alte, sottolineando così il forte ritmo verticale dell'edificio. La prima cappella di destra, già della Ginnetti e poi Lancellotti, si distingue per la qualità delle sculture ed è opera di Carlo Fontana (1670). La prima di sinistra, della famiglia Barberini, fu allestita da Matteo Castelli dal 1604 al 1616 su commissione del cardinale Maffeo Barberini, che divenne in seguito papa Urbano VIII; alla sua decorazione lavorarono dal 1609 Pietro e Gian Lorenzo Bernini, Cristoforo Stati, Francesco Mochi e Ambrogio Bonvicino, mentre la pala che orna l'altare è di Domenico Passignano (1616). La terza cappella di sinistra ospita sull'altare un dipinto di Giovanni De Vecchi del 1614 raffigurante San Sebastiano, titolare della chiesa sulla quale è poi sorta la basilica attuale.
Nell'ultima campata della navata si trovano, affrontati, i monumenti funebri dei papi Pio II (1475, a sinistra) e Pio III (1503, a destra), ivi trasferiti dalla rotonda di Sant'Andrea presso l'antica basilica di San Pietro in Vaticano nel XVI secolo.
Nella cappella del transetto sinistro, dedicata a San Gaetano Thiene, fondatore dei Chierici Regolari Teatini, la pala dell'altare è La visione di San Gaetano di Mattia De Mare del 1730, che illustra la visione natalizia che San Gaetano ebbe nel 1517 nella Basilica di Santa Maria Maggiore a Roma.
Nella cappella del transetto destro, dedicata a Sant'Andrea Avellino, la pala dell'altare è Sant'Andrea Avellino colpito da apoplessia mentre inizia a celebrare la Messa di Giovanni Lanfranco del 1624. La tradizione narra che il pittore, in occasione della beatificazione di Andrea Avellino avvenuta nello stesso 1624, abbia realizzato il dipinto in solo 8 giorni, sebbene incompleto in alcuni dettagli che furono perfezionati in seguito.
Due ulteriori cappelle laterali si affacciano sull'abside, ampia e ricca di ori e affrescata da Mattia Preti con il trittico Crocifissione di sant'Andrea, Martirio di sant'Andrea e Sepoltura di sant'Andrea. L'affresco rettangolare nell'arcone del presbiterio è del Domenichino e rappresenta San Giovanni Battista indica Cristo ai futuri apostoli Andrea e Giovanni. Sempre del Domenichino nel presbiterio sono collocati La vocazione dei fratelli Pietro e Andrea, al centro del catino absidale, Sant'Andrea condotto al martirio, nel riquadro a destra, e La flagellazione di Sant'Andrea, nel riquadro a sinistra.
Nella cappella frontale a destra dell'altare maggiore sono venerate le spoglie mortali del santo e cardinale Giuseppe Maria Tomasi.

### Cupola

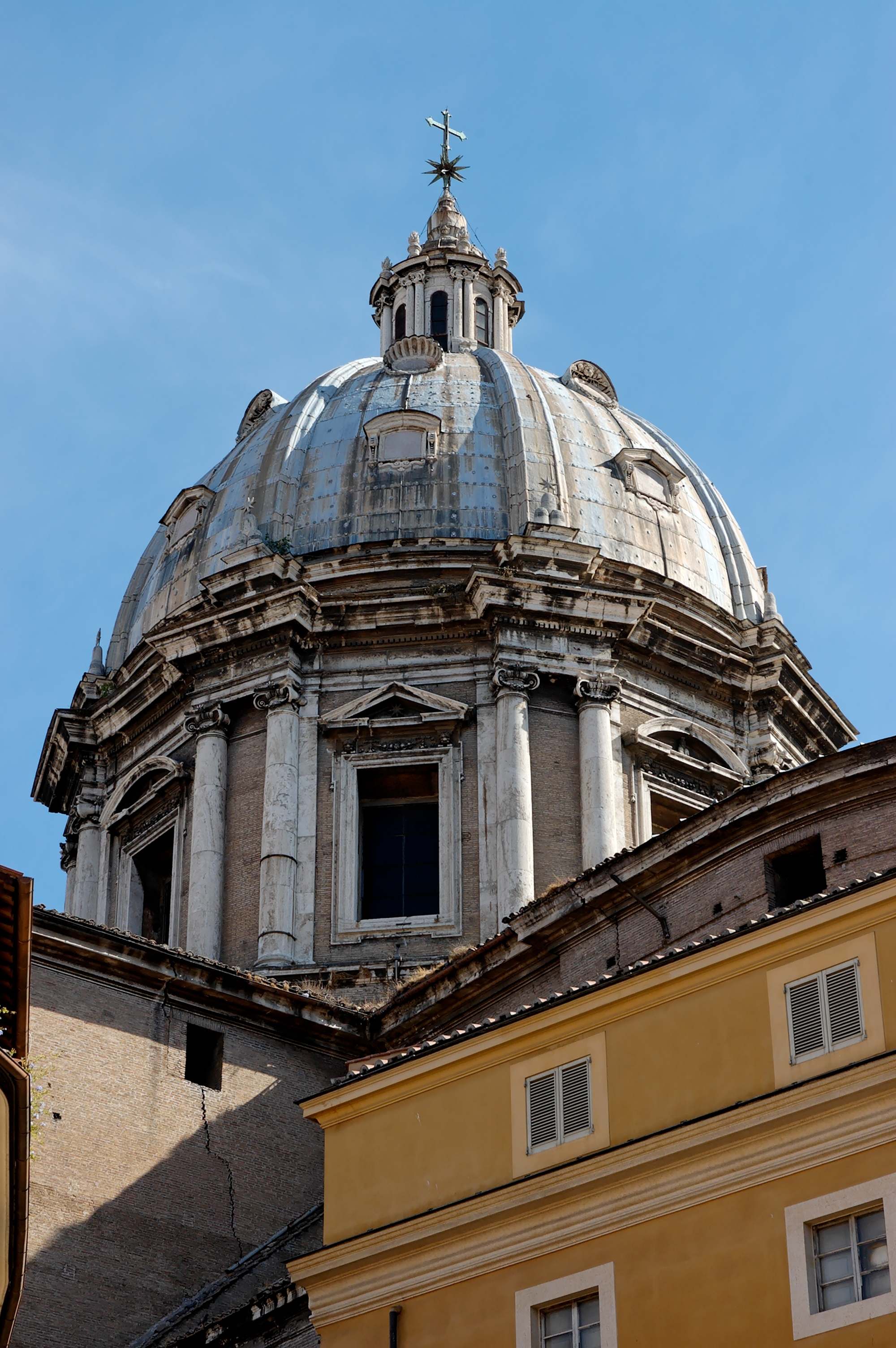
Esterno della cupola

La cupola dal diametro interno di 16,61 metri, venne realizzata da Carlo Maderno. Con i suoi 71,76 metri d'altezza è la seconda della città di Roma, preceduta solo da quella della basilica di San Pietro in Vaticano e seguita dalla più recente cupola della chiesa dei Santi Pietro e Paolo all'EUR.
All'esterno, il tamburo riprende il tema delle colonne binate della cupola di San Pietro.. Rudolf Wittkower parla così della cupola: "In confronto alla cupola di San Pietro, il Maderno innalzò l'altezza del tamburo a spese della volta ed aumentò l'area riservata alle finestre, e questi cambiamenti preludono al posteriore sviluppo del barocco".

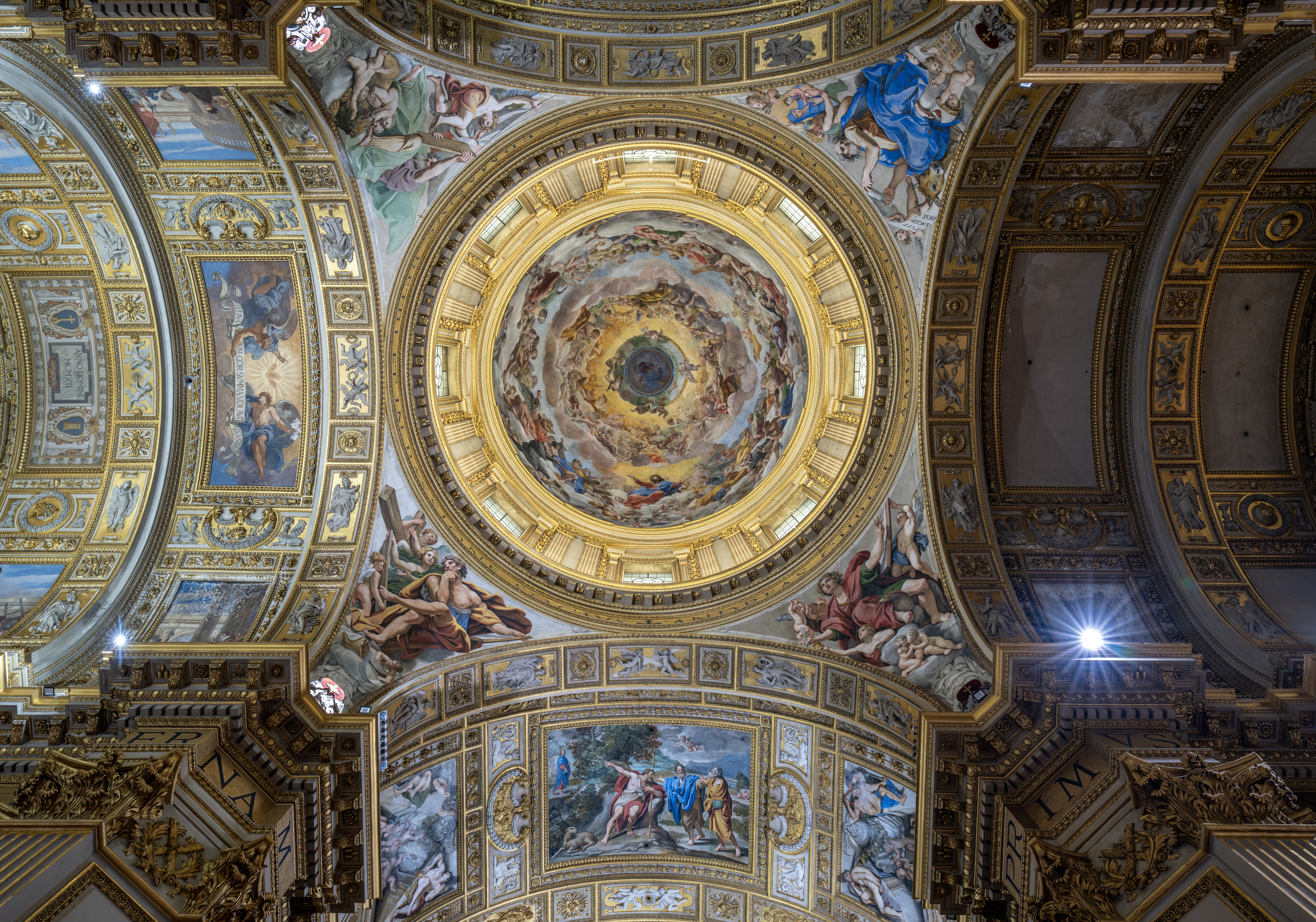
Interno della cupola

È molto luminosa grazie ad un ordine di finestre intervallate da semi-colonne, in numero di otto.
La presenza delle finestre, se da un lato permette l'illuminazione sontuosa che caratterizza la chiesa, dall'altro rende difficilmente distinguibile il meraviglioso affresco della cupola, realizzato da Giovanni Lanfranco tra il 1621 ed il 1625. Il lavoro venne condotto in concomitanza, e probabilmente in competizione, con l'affresco dei pennacchi (o peducci) e del transetto absidale, con storie di Sant'Andrea, eseguiti dal Domenichino tra il 1621 ed il 1628, ai cui lati sono due affreschi di Carlo Cignani.
La cupola ritrae la Assunzione della Vergine. Lanfranco riprende il modello del Correggio rilanciato a Roma dal Cigoli con la cappella Paolina. Si riconosce la figura della Vergine al centro su un trono di nubi e di angeli. L'atmosfera diviene sempre più rarefatta andando in alto cosa che porta a una disposizione fluida delle figure. Circa le figure degli angeli musici intenti a suonare vari strumenti Giovan Pietro Bellori scrive che «la soavità del colore fa sentire la melodia celeste nel silenzio della pittura» paragonando la pittura a una musica e la disposizione delle figure a un'armonia musicale. I pennacchi rappresentano i Quattro evangelisti. Tra i due artisti, entrambi appartenenti alla Scuola Carracci, c'era forte competizione, tanto che lo Zampieri (Domenichino) accusò Lanfranco di averlo spinto da un'impalcatura, dopodiché fuggì a Napoli.

### Organi a canne

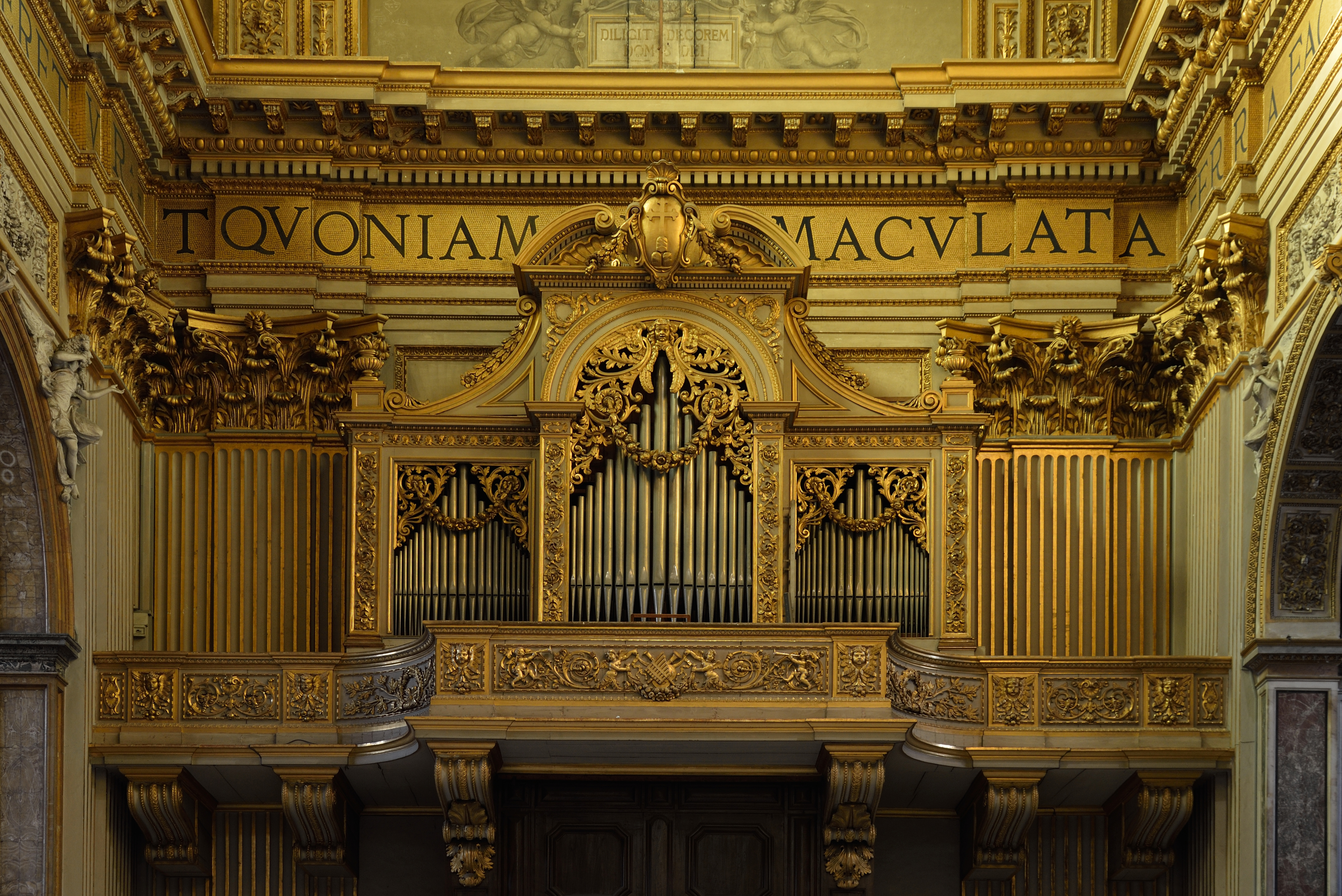
L'organo maggiore

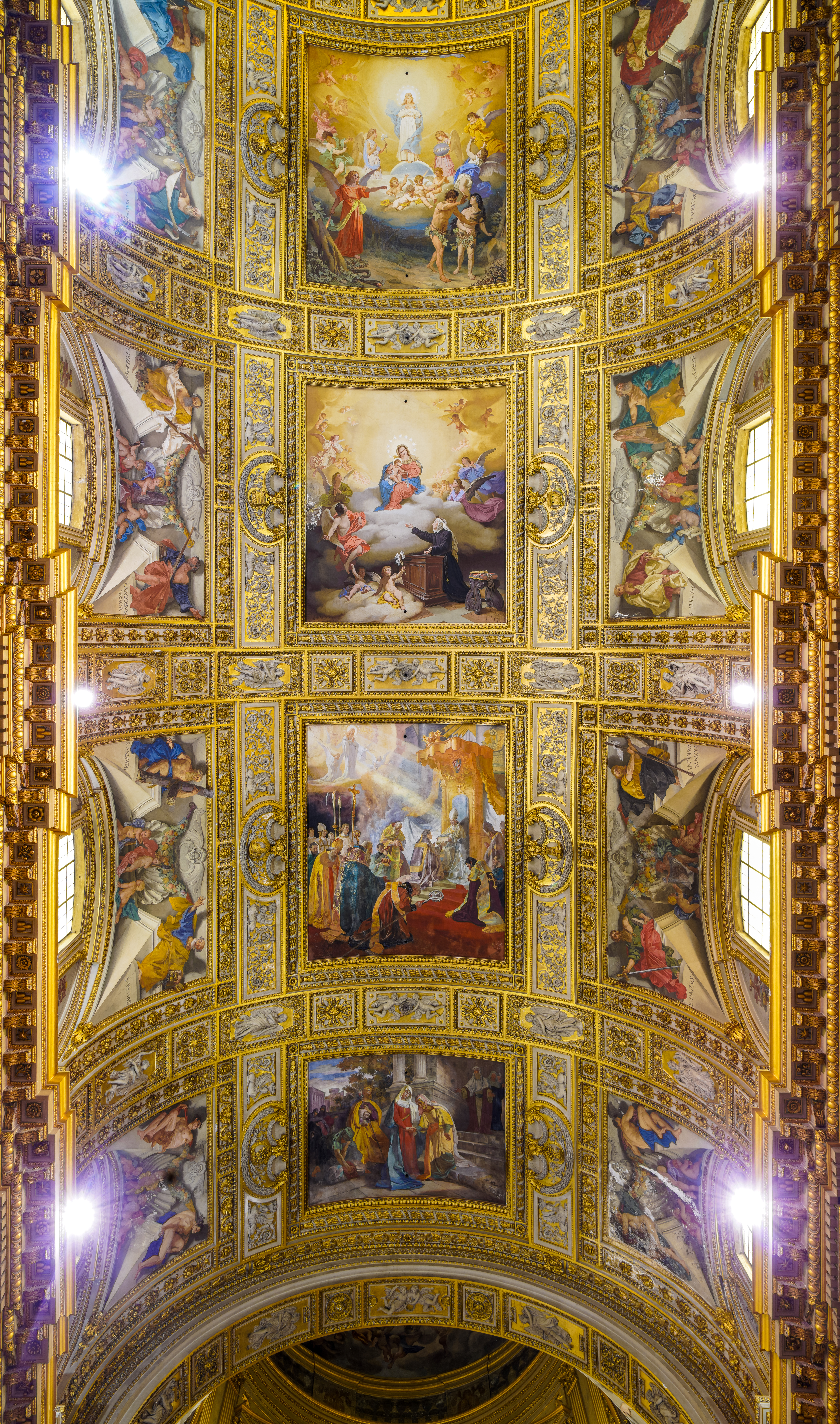
Il soffitto

Sull'ampia cantoria in controfacciata, realizzata nel 1905 dall'intagliatore Enrico Caraffa, si trova l'organo a canne principale della basilica, costruito nel 1907-1909 da Carlo Vegezzi-Bossi e dalla ditta Buccolini restaurato e modificato nel 1964 e nel 1975. Il materiale fonico è alloggiato all'interno della fastosa cassa neobarocca, ornata con rilievi dorati e sormontata dallo stemma dei chierici regolari teatini; il prospetto si articola in tre campi all'interno di ciascuno dei quali vi è una cuspide di canne di principale con bocche a mitria allineate orizzontalmente. Lo strumento è a trasmissione elettrica (in origine pneumatico-tubolare) e la sua consolle, anch'essa situata in cantoria, dispone di due manuali e pedaliera.
A pavimento nell'abside si trova un organo positivo costruito nel 1990 dalla ditta olandese Verschueren ed installato nel 2015. A trasmissione meccanica, dispone di 6 registri su un unico manuale.

## Nelle arti
All'interno della basilica è ambientato il primo atto dell'opera lirica Tosca, scritta da Giuseppe Giacosa e Luigi Illica (basata su un soggetto di Victorien Sardou) e musicata da Giacomo Puccini alla fine del XIX secolo. Nel 1992 ha realmente fatto da fondo per la messa in scena televisiva di Tosca, nei luoghi e nelle ore di Tosca, film televisivo in diretta realizzato da Giuseppe Patroni Griffi, mentre per il film del 1973 diretto da Luigi Magni le scene iniziali sono state ambientate in Sant'Agnese in Agone anziché in Sant'Andrea della Valle.. Nella basilica è stata inoltre girata una delle più famose sequenze di Risate di gioia.